# صحرای شرقی

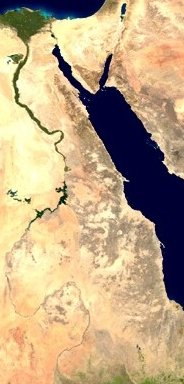
رود نیل و صحرای شرقی واقع در شرق نیل.

صحرای شرقی (انگلیسی: Eastern Desert) به بخشی از صحرای بزرگ آفریقا گفته می‌شود که در شرق رود نیل، بین بین این رود و دریای سرخ واقع شده‌است. صحرای شرقی از شمال در مصر آغاز شده و تا اریتره در جنوب ادامه می‌یابد و همچنین شامل بخش‌هایی از سودان و اتیوپی هم می‌شود.
یه صحرای شرقی گاه «بیابان دریای سرخ» و بیابان عربی هم گفته‌اند زیرا از سوی شرق به ترتیب به دریای سرخ و شبه جزیره عربستان محدود می‌شود. کوه شایب‌البنات (۲۱۸۷ متر) از عارضه‌های اصلی جغرافیایی صحرای شرقی است. این کوه بلندترین قله را در صحرای شرقی دارد و در تمامی مصر نیز، به استثنای شبه‌جزیره سینا بلندترین قله به‌شمار می‌آید.